# Liška obecná (šelma)
Liška obecná (Vulpes vulpes) je nejrozšířenější divoce žijící zástupce šelem. Oblast jejího přirozeného výskytu zahrnuje Eurasii, Severní Ameriku a severní Afriku.
Jako extrémně nebezpečný invazní druh je vedena v Austrálii, kam byla zavlečena v 19. století, a na ostrově Vancouver.
Liška je nejrozšířenější středně velká šelma České republiky a vlastně i celé severní polokoule. Je lovena pro kožešinu, případně jako sport (obzvláště ve Velké Británii a jí kulturně ovlivněných zemích), na kožešinu se i chová.
Liška je oblíbenou postavou různých bajek a bájí, kde často vystupuje v roli chytrých a lstivých vítězících nad hloupějšími siláky. Ve zvířecí symbolice evropských národů ztělesňuje lstivost a vychytralost, jedná se ale o antropomorfismus (polidšťování).

## Popis

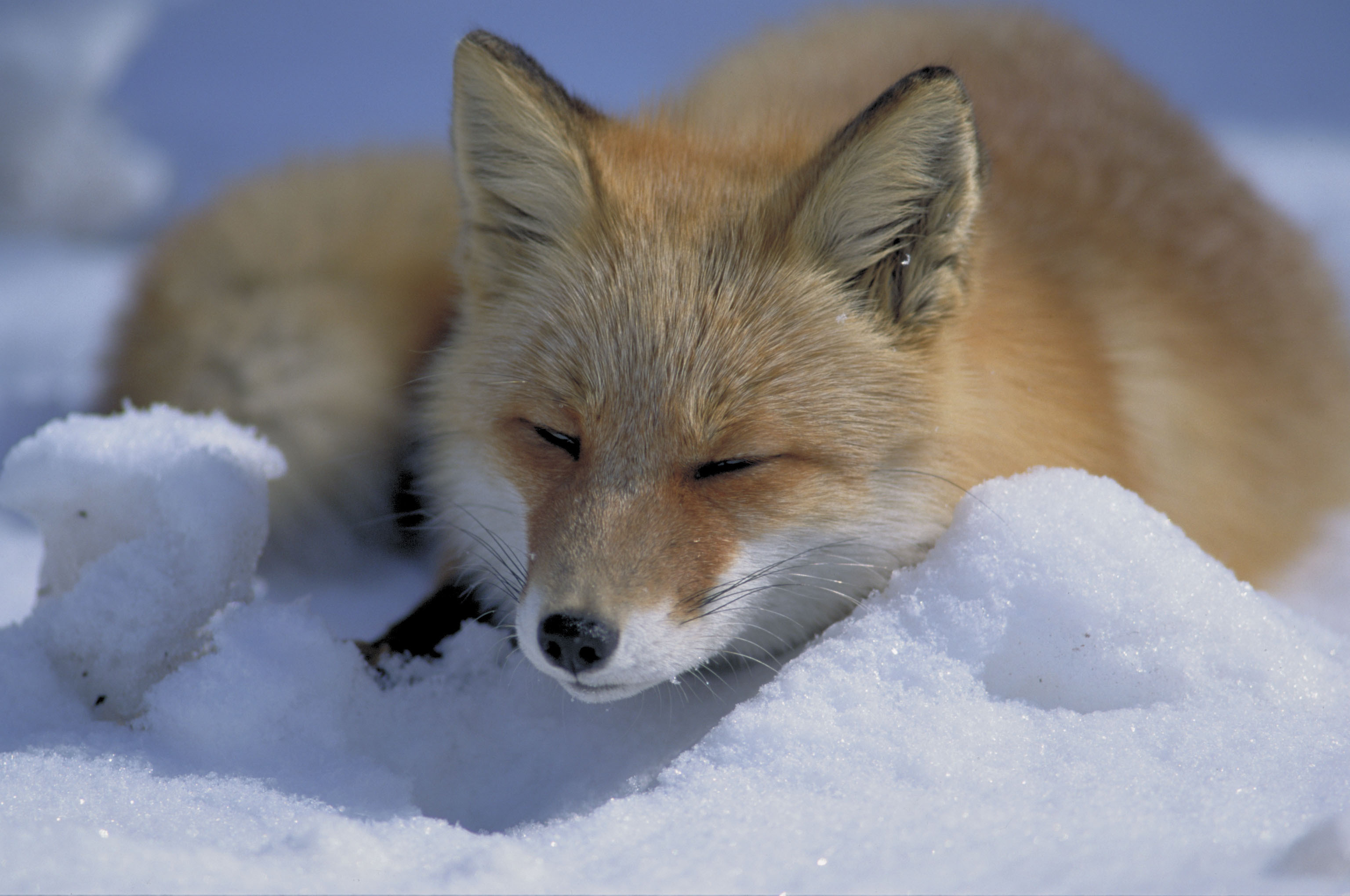
Liška na sněhu

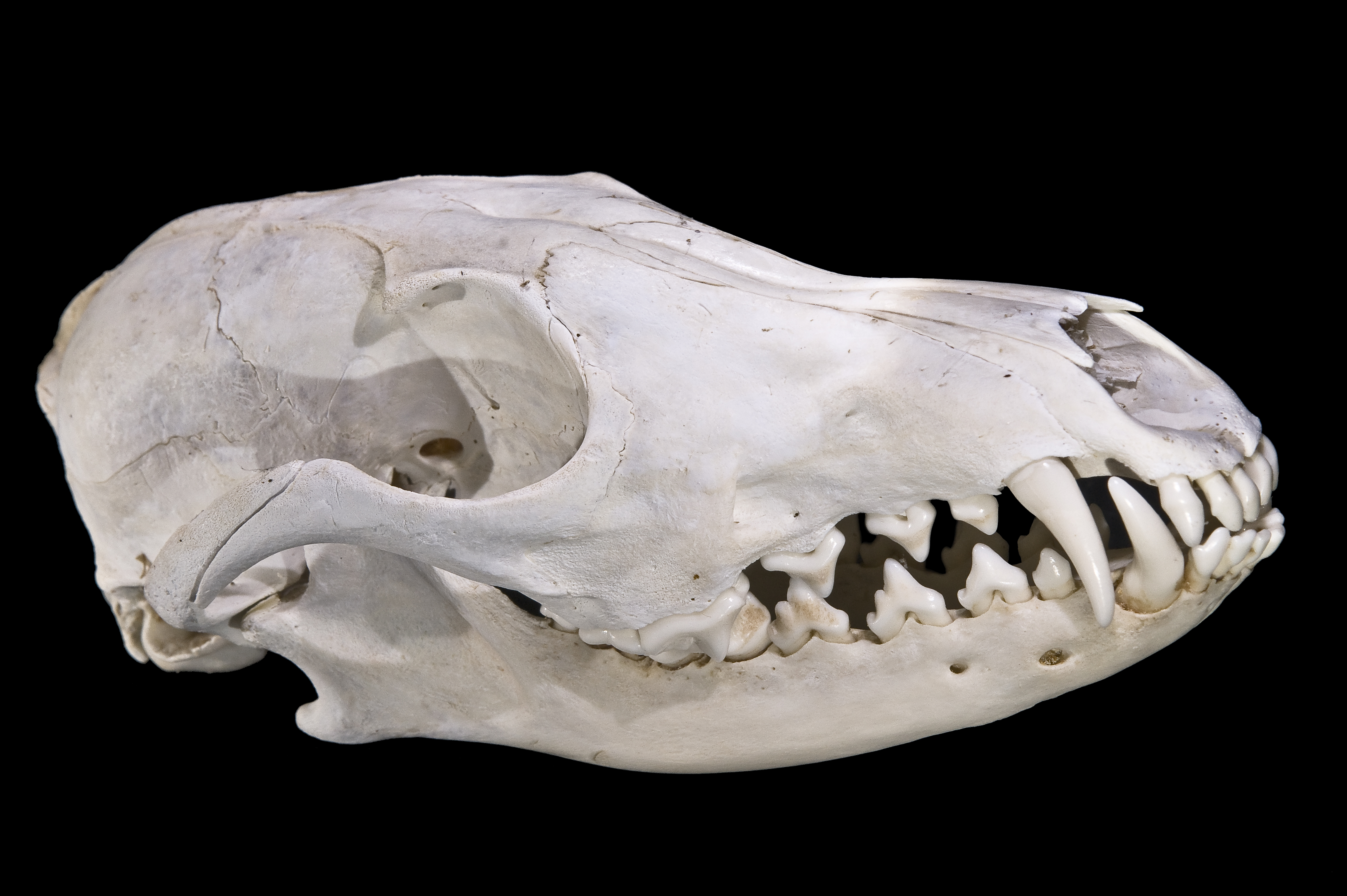
Vulpes vulpes – Lebka

Liška je relativně štíhlá psovitá šelma s poměrně dlouhýma špičatýma ušima a dlouhým huňatým ocasem. Stavbou těla a lebky se liška jen málo liší od slabšího psa. Tělo je 100 až 140 cm dlouhé včetně oháňky a v kohoutku 30 až 40 cm vysoké. Oháňka měří 35 až 45 cm. Tělesná váha značně kolísá, udává se rozpětí 4 až 10 kg, výjimečně může přesáhnout i 12 kg. Pohlavní dimorfismus (rozdíl mezi jedinci založený na základě pohlaví) je nevýrazný.
Nejobvyklejší barevná kombinace je rezavá srst na většině těla, dolní část obličeje, břicho a konec ocasu žlutobílé, nohy a uši na konci černé. Kromě této barevné kombinace se v přírodě běžně vyskytují ještě dvě další, tzv. stříbrná a černá. U domestikovaných forem se vyskytují i další zabarvení. Zejména u rezavé formy existuje široká škála odstínů barev a diferencí ve velikosti různě barevných ploch, takže lze říci, že stejně zbarvené lišky prakticky neexistují.
Trvalý chrup má 42 zubů podle vzorce 3,1,4,2/3,1,4,3. Mléčný chrup má pouze 28 zubů.

## Chování
Liška se dokáže pohybovat rychlostí 40 km/h, tedy asi jako pes. Svůj revír v okruhu 6–8 km si vyznačuje vizitkami, což je trus poznamenaný pachem žláz. Na některých záběrech v televizních dokumentech či na fotografiích můžete vidět lišku ve skoku. Jedná se mimo jiné o styl jejího lovu.

### Liščí nory

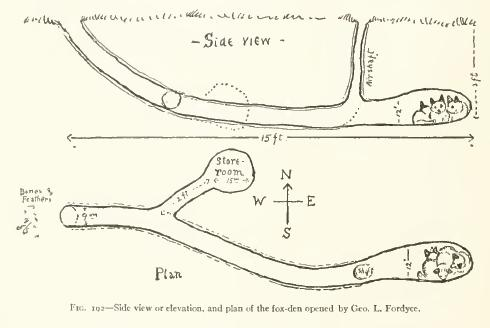
Boční (nahoře) a půdorysný (dole) řez jednoduchou liščí norou se dvěma vsuky a dvěma komůrkami.

Liščí nora je v zemi vyhrabané obydlí, které primárně slouží jako úkryt a prostor pro vyvádění mláďat. Mimo období rozmnožování dává většina lišek přednost životu venku, v oblastech s hustou vegetací, přestože se občas ukryjí v noře, aby se vyhnuly špatnému počasí. Liščí nory jsou nejčastěji vyhrabávány ve svahu kopce, v soutěskách, útesech, srázech u vodních toků, příkopech, propadlinách, strouhách, skalních štěrbinách a opuštěných lidských stavbách. Přitom dbají na dobře odvodněnou půdu. Nory hloubené mezi kořeny mohou být v použitelném stavu po celá desetiletí, zatímco hloubené ve stepi slouží jen několik let. Při výskytu svrabu (prašiviny) liška noru definitivně opouští, pravděpodobně v důsledku obranného reflexu proti jeho šíření. V pouštních oblastech Evropy a Asie využívá liška též doupat vlků, dikobrazů a dalších velkých savců, stejně jako vyhloubených koloniemi pískomilů. Ve srovnání s doupaty hloubenými liškou polární, jezevcem, svištěm, liškou korsakem nejsou nory lišky obecné příliš složité. Doupě lišky obecné se skládá z jedné nebo několika vstupních chodeb (vsuků), hlavní chodby a dočasných bočních nor tvořených menší chodbou zakončenou vystlanou komůrkou. Hlavní vsuk vede směrem dolů pod úhlem 40–45° a rozšiřuje se do hlavní chodby, z níž odbočuje několik menších průchodů ústících do komůrek. Hloubka stavby kolísá mezi 0,5 až 2,5 m. Jen zřídka zasahuje ke hladině spodní vody. Hlavní průchod může dosáhnout délky až 17 m, nejčastěji je průměrná délka 5–7 m. Liška obecná čistí noru na jaře od nadbytečné půdy rychlými pohyby, nejprve předních tlapek. Takto nahrabanou zeminu pak vyhazuje zadními tlapkami na vzdálenost přes 2 metry od vsuku. Když se narodí liščata, kopaninu ušlape, čímž vytvoří prostor, kde si liščata mohou hrát a přijímat potravu. Noru někdy sdílejí se svišti nebo jezevci. Zatímco jezevci úzkostlivě nory čistí a defekují venku, liška obecná běžně nechává zbytky potravy povalovat okolo nory.

## Rozmnožování

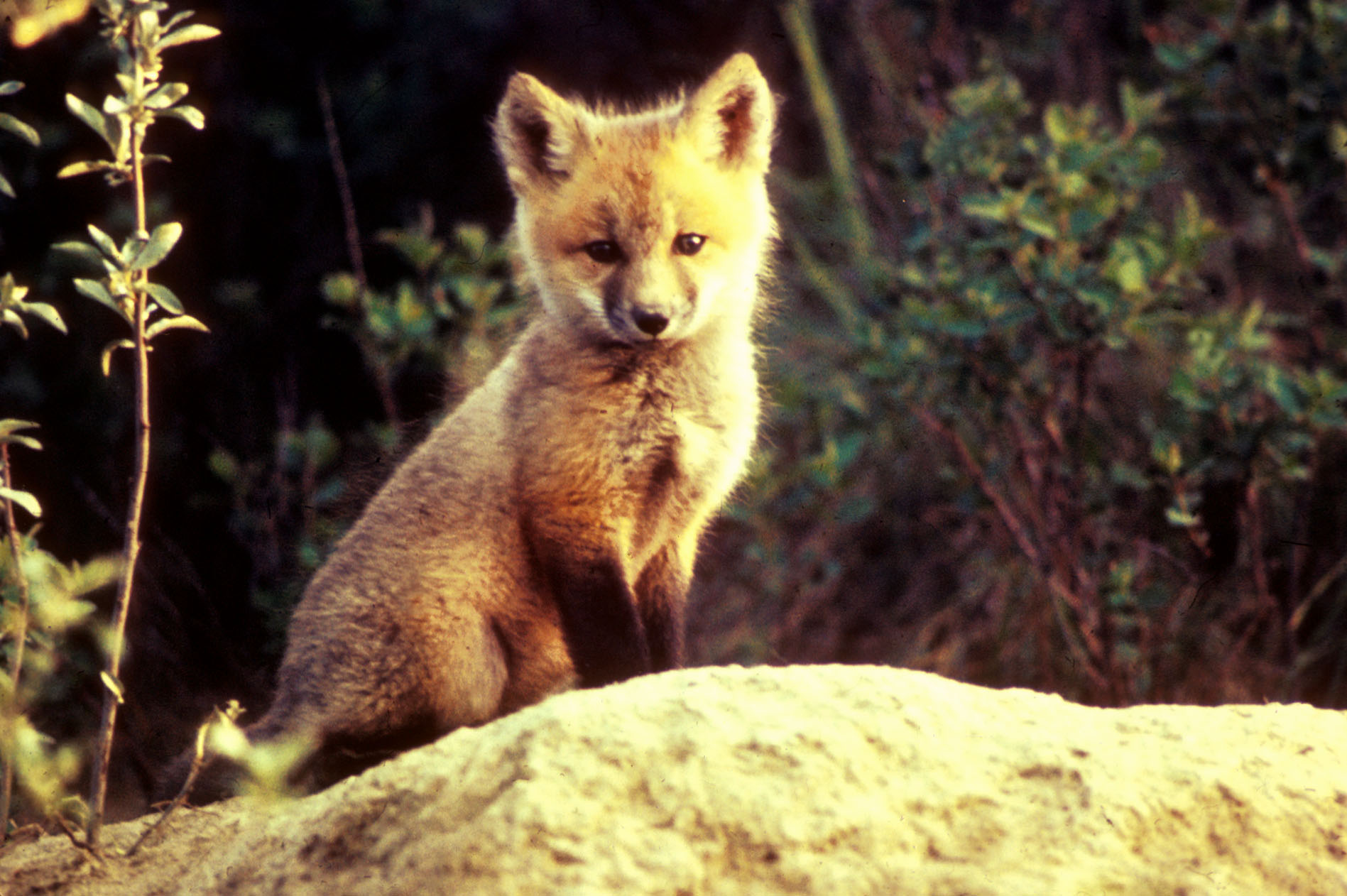
Liščí mládě

Hárání (kaňkování) přichází zpravidla v lednu a v únoru. V té době se o jednu lišku uchází několik samců a toto soupeření bývá doprovázeno zápasy. Vlastní páření se odbývá většinou uvnitř nory většinou v lese, málokdy na otevřené ploše nebo v polích. Liška si noru buďto vyhrabe, nebo osídlí noru po jiné zvěři. Jedna liška má několik nor: jednu hlavní, kde jsou i mláďata, ostatní jsou rezervní pro případ nebezpečí, aby měla kam mláďata přenést.
V době kaňkování se lišky ozývají protáhlým chraptivým štěkotem. Názor na dobu březosti není jednotný. Udává se, že probíhá v rozmezí 49 až 60 dnů (mírně se liší u jednotlivých poddruhů a regionálních forem). Mláďata se rodí slepá a pokrytá vlnitou šedočernou srstí. Průměrný počet je 4 na vrh, byly ale zaznamenány případy až třinácti. Mláďata poprvé otevřou oči za 2 týdny a zhruba první tři týdny jsou závislá na matčině mléce. Masitou potravu začínají přijímat, když se jim zpevní chrup a čelisti.
Zhruba po měsíci vycházejí liščata před noru a hrají si tam. K výměně chrupu dochází asi ve 4. měsíci věku. I tehdy zůstávají ještě společně s matkou a přespávají většinou v rodinné noře. Dojde-li stará liška k názoru, že nora byla odhalena (např. člověkem), přenese nebo dovede mláďata do jiné nory.

## Potrava

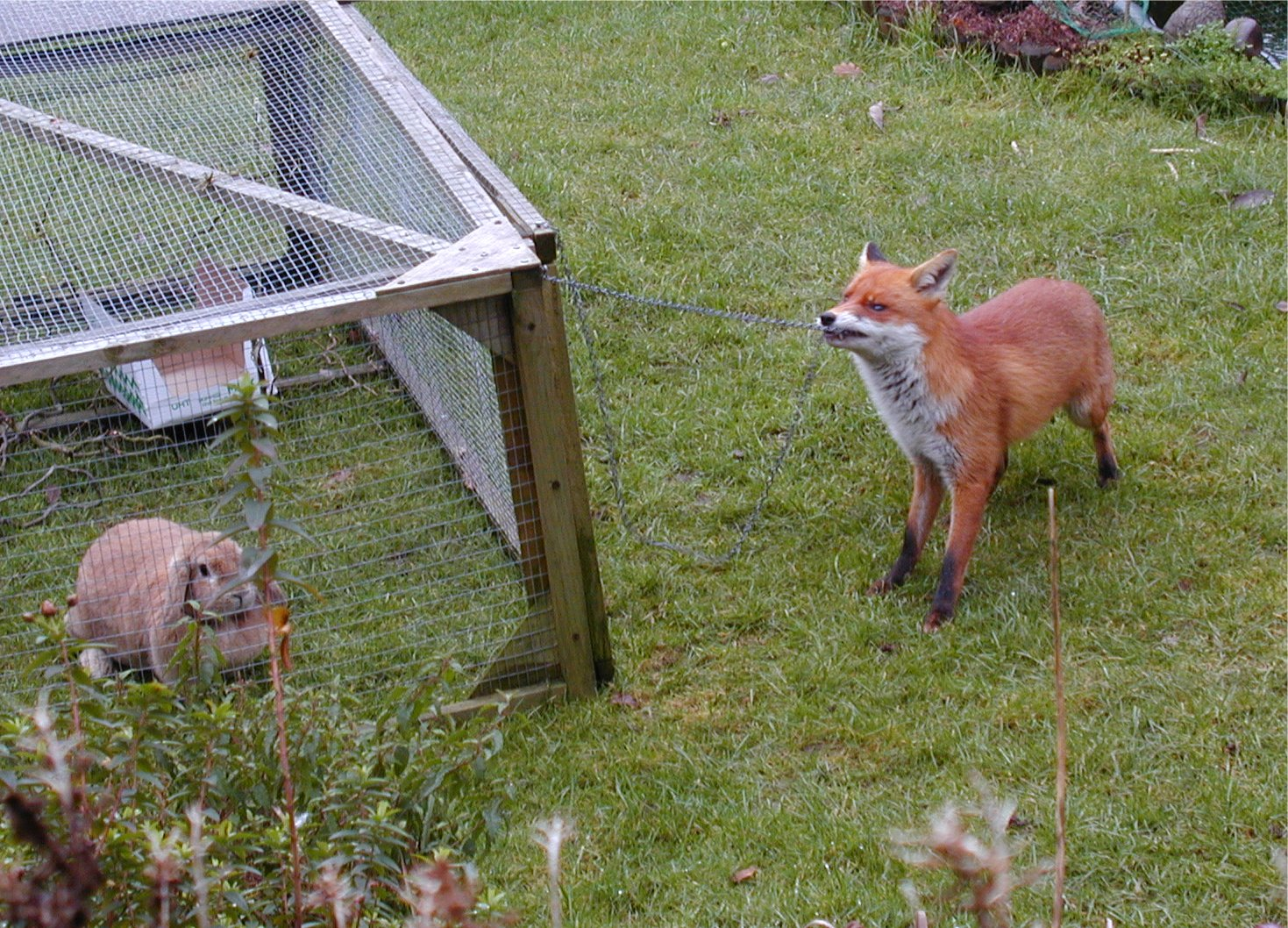
Městská liška na „lovu králíků“

Liška je relativně nenáročný všežravec. V bývalém Sovětském svazu bylo popsáno na 300 druhů živočichů a několik desítek rostlinných druhů, kterými se živí. Je schopná se v případě výpadku oblíbené kořisti rychle přeorientovat a velmi ráda dává přednost tomu, co je snadno ukořistitelné a má vysokou energetickou hodnotu (potravní oportunismus). Složení potravy je tak silně závislé na místních podmínkách. V přepočtu na myši spotřebuje 15 až 20 myší denně (tyto a další údaje podle a).
Rozdělení potravních zdrojů vypadá zhruba takto:
- Myš a jí podobní hlodavci (lumíci, hraboši, veverkovití, pískomilové):[6] Tvoří převážně – až na lokální výjimky – jednu z nejdůležitějších kořistí. Jsou k dispozici ve dne i v noci téměř celoročně.
- Ptáci (převážně pěvci, hrabaví a vodní ptactvo) tvoří sekundární okruh potravy.[6]
- Králík může místy tvořit hlavní kořist (zejména v oblasti dun). Obdobně, ale méně často, též zajícovití, dikobrazovití, mýval severní a vačice.[6]
- Žížaly loví zvláště na vlhkých loukách. S ohledem na vysoký obsah tuku a proteinů tvoří energeticky velmi hodnotnou potravu. Kromě toho pozře i brouky, housenky a plže.
- Žáby, ještěrky a ryby.
- Zajíce, koroptve polní, kachny divoké, jehňata atd.: Liška nemá fyzickou dispozici k úspěšnému ulovení zdravých dospělých jedinců, mláďata nebo oslabené dospělé kusy však ulovit dokáže.
- Srnčí zvěř: Lišky mají schopnost ulovit dospělý kus, pokud je omezen v pohybu vysokým sněhem. Obvykle ale strhává pouze srnčata do 2 měsíců věku.[12] Průzkumy v různých zemích v různých ročních dobách doložily vliv lišky na stav srnčí zvěře: Na okrese Berner Mittelland (v kantonu Bern) bylo odhadnuto, že jedna liška od května do června uloví průměrně jedenáct srnčat.[13] Ve Skandinávii, kde ve druhé polovině 70. let a v 80. letech došlo v důsledku rozmachu svrabu (prašiviny) ke značnému úbytku liščí populace, stoupl počet srnčat, která vodila srna ještě na podzim, o 30 %. Stav srnčí zvěře pak stoupl o 64 %. Na norském ostrově Jøa (oblast Trøndelag) odlovily lišky téměř polovinu srnčat v prvních měsících života. Na nedaleko od Jøa ležícím ostrově Storfosna, kde se liška nevyskytuje, pošlo proti tomu jen 18 % čerstvě vržených srnčat.[12] Na ostrově Jøa přitom padlo za oběť lišce více srnčat hledajících úkryt na loukách. Předpokládá se, že lišky dokázaly z chování srn vyčíst, kde se srnčata skrývají.[12] Jen velmi zřídka liška ukořistí koloucha jelena lesního.
- Slepice, husy, kachny domácí bývají loveny hlavně v době liščat, kdy liščí rodina má zvýšenou potřebu přísunu potravy, jelikož jedna slepice vydá za asi 50 myší.
- Ovoce – plody jako např. třešně, švestky, mirabelky, maliny, borůvky liška ráda konzumuje, pokud nejsou příliš kyselé. V zimě s oblibou požírá šípky.
- Mršiny: Tak jako jiná zvířata, i lišky poznaly, že podél některých silnic nabízí přejetá zvířata dobrý zdroj potravy. Přitom se liška může stát sama obětí automobilismu.
- Odpad: Ve městech se lišky živí kromě výše uvedeného i kompostem, před dům nachystaným krmivem pro kočky domácí apod. Na rozdíl od koček liškám chutná i sladké. Zbytky čokoládových keksů a jiné na cukr bohaté zbytky jídla jsou velmi oblíbené.

Při dočasném přebytku zakládají zásoby. K tomu vyhrabou v měkké půdě asi 10 cm hlubokou jamku, do ní vloží potravu a opět ji zahrabou. Tyto skrýše později nachází pomocí čichu.

### Lov skokem
Pokud loví myším podobnou zvěř, nejprve určí místo výskytu sluchem, pak zaútočí až 5 m dlouhým skokem, v letu kormidlují oháňkou a zvysoka dopadají na kořist. V zimě je schopna liška slyšet svoji kořist i pod sněhem a proskočit při jejím lovu sněhovou vrstvu silnou několik desítek centimetrů.

### Doba lovu
Lišky dávají přednost lovu brzy ráno před východem slunce a za soumraku. Mršiny typicky požírají jen v pozdních večerních hodinách a v noci.

### Smysl lovu
Ukořistěnou potravu intenzívně hájí a jsou ochotny o ni bojovat i se silnějšími predátory. Příležitostně loví i pro zábavu, tedy více, než mohou spotřebovat. Během jednoho období rozmnožování čtyři lišky zabily každá kolem 200 racků, nejčastěji v noci za větru, tedy za nepříznivých podmínek k létání. Odnášení drůbeže a pernaté zvěře z klecí může mít původ právě v lovu pro zábavu. Liška obecná nemá ráda chuť krtků, ale chytá je živé a nosí mláďatům na hraní.

## Nepřátelé a konkurenti

### Jiné druhy lišek

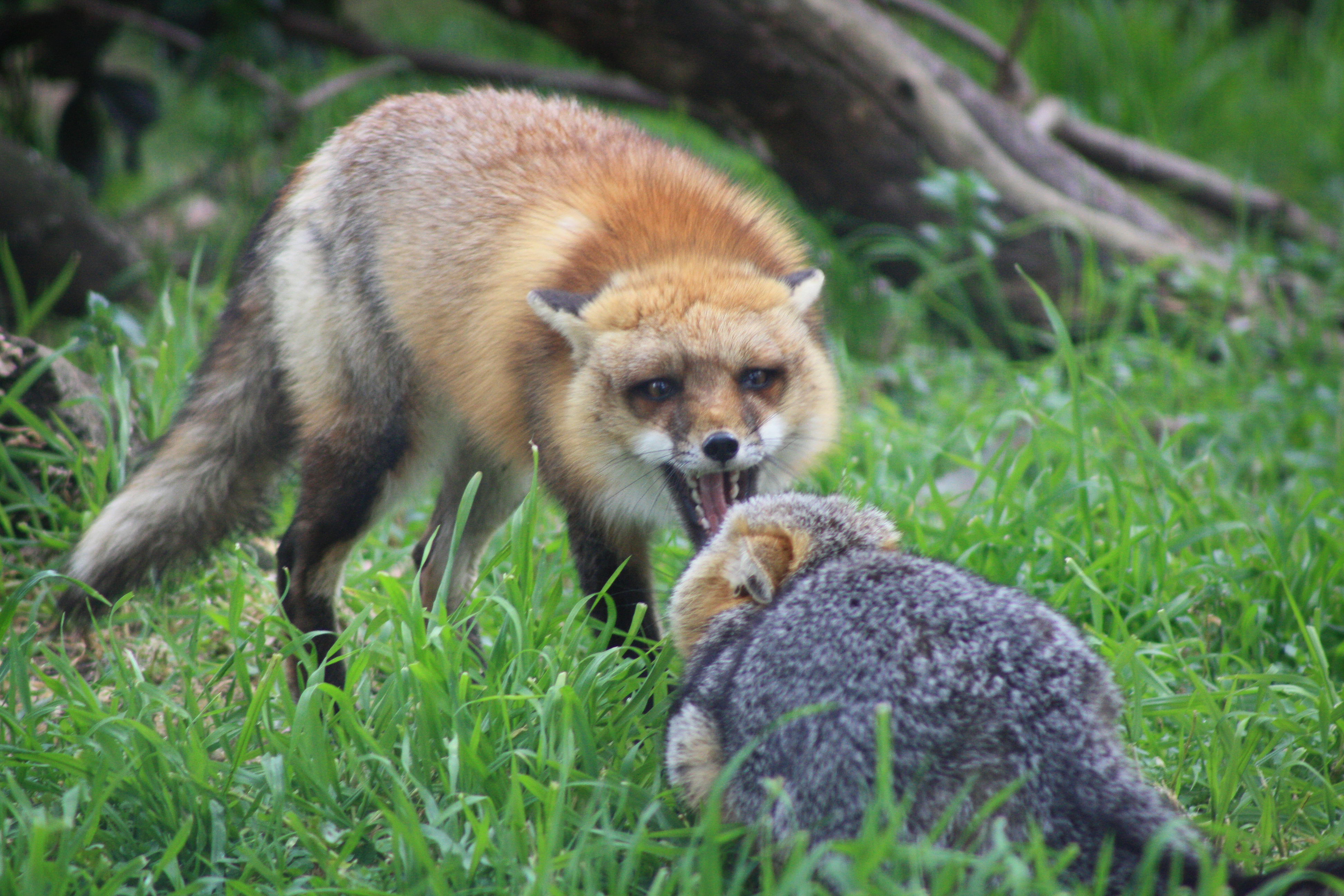
Liška obecná v konfrontaci s liškou šedou (San Joaquin National Wildlife Refuge)

Liška obecná je dominantní vůči ostatním druhům lišek rodu (Vulpes). Polární liška (Vulpes lagopus) se zcela jasně vyhýbá tlaku lišky obecné, když obývá prostor dále na sever, kde je přísun potravy příliš omezen, aby uživil tělesně silnější lišku obecnou. Zatímco severní hranice výskytu lišky obecné je dána poklesem úživností, životní prostor lišky polární je na jihu vymezen právě výskytem lišky obecné. Jak liška polární, tak obecná byly obchodními společnostmi s kožešinami zavlečeny na téměř každý ostrov od Aleut po Alexandrovo souostroví (jihovýchodní Aljaška) v letech 1830 až 1930. Lišky obecné přitom soustavně vytlačovaly lišky polární, přičemž jediný lišák byl sám schopen vybít všechny polární lišky na jednom z ostrovů v roce 1866. V místech, kde oba druhy žijí společně, se polární liška vyhýbá konfliktu s liškou obecnou tak, že dává přednost lumíkům a mořem vyvrženým zbytkům, zatímco hlodavce z čeledi hrabošovitých (Arvicolinae) přenechává lišce obecné. Pokud se naskytne příležitost, vzájemně si dáví liščata. Liška obecná je vážným konkurentem lišky korsaka (Vulpes corsac), poněvadž oba druhy celoročně loví stejnou kořist. Liška obecná je přitom silnější, lépe vybavená k lovu ve sněhu hlubším než 10 cm a úspěšnější v lovu středních a větších hlodavců. Korsak předčí lišku obecnou pouze v polopouštních a stepních oblastech. V Izraeli liška kana (Vulpes cana) uhýbá lišce obecné do skal, zjevně se vyhýbá touto liškou osídleným nížinám. Liška obecná je dominantní i vůči lišce šedohnědé (Vulpes velox) a lišce velkouché (Vulpes macrotis). Liška velkouchá ustupuje větší lišce obecné do více aridních oblastí, zatímco liška obecná osídluje bývalé oblasti lišky velkouché změněné lidskou civilizací. Liška obecná oba druhy zabíjí v boji o potravu a nory. Výjimku tvoří liška šedá (Urocyon cinereoargenteus), která lišku obecnou vytlačuje, kdekoliv se s ní setká. V minulosti se tyto dva druhy potkávaly jen zřídka, jelikož liška šedá obývala silně zalesněné a poloaridní oblasti, zatímco liška obecná oblasti stepní a vlhké. Konflikty jsou však častější v důsledku odlesňování, které nutí lišku šedou osídlovat životní prostor lišky obecné.

### Ostatní zvířata

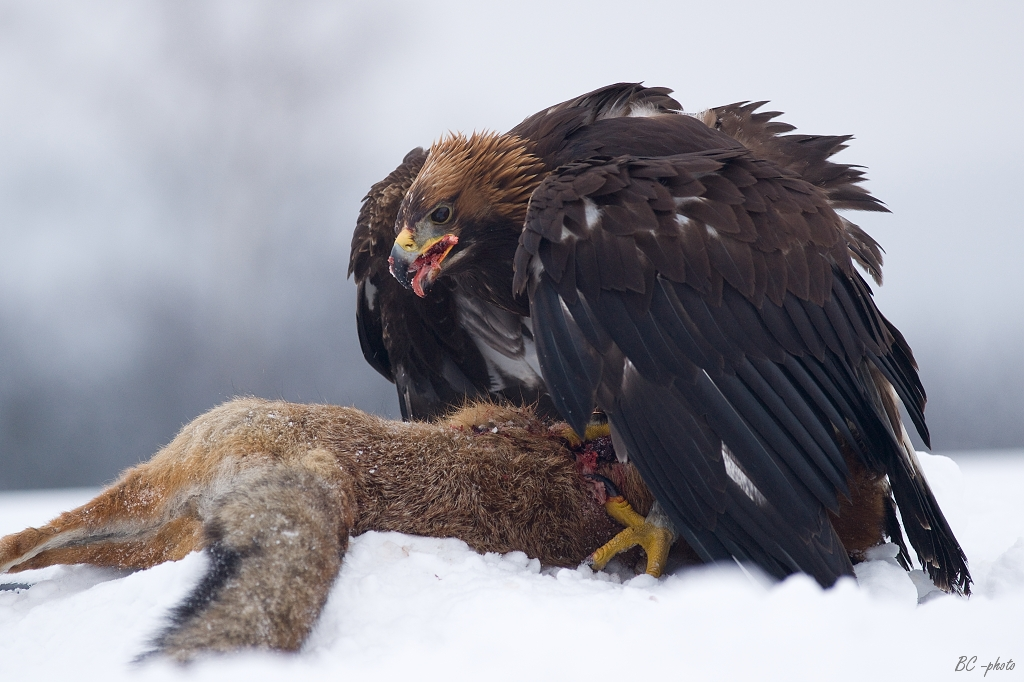
Orel skalní požírá lišku obecnou, Nasavrky, Česko

Vlci mohou zadávit a sežrat lišku obecnou při potyčkách o kořist. V oblastech Severní Ameriky, kde je místy rozšířen kojot, má liška obecná snahu se oblasti rozšíření kojotů vyhýbat. Při kontaktu dochází k různým situacím, od antagonismu až po netečnost. Většinou je agresivita na straně kojotů, k agresivitě lišky došlo jen v několika případech, pokud neuvažujeme reakce na agresivitu kojota nebo kontakt kojota s mláďaty lišky. Někdy jsou lišky a kojoti viděni společně při konzumaci kořisti. V Izraeli sdílí liška obecná životní prostor se šakalem obecným. Tam, kde se potkávají, soupeří o téměř identický okruh potravy. Liška obecná ignoruje pach a stopy šakalů, ale vyhýbá se blízkému kontaktu. Studie ukázaly, že v oblastech se zvýšeným výskytem šakalů došlo ke značnému snížení výskytu lišek právě z důvodu identického okruhu potravy.
Liška obecná je dominantní vůči psíku mývalovitému, občas dáví mláďata psíka nebo ukouše dospělého jedince k smrti. Jsou známy případy, kdy liška útočí vniknutím do nory psíka. Oba druhy soupeří o myšovitou kořist, a to zejména na začátku jara, kdy je potravy nedostatek. V Tatarstánu byly útoky lišky obecné příčinou v 11,1 % úhynu psíka mývalovitého

## Liška a nemoci
Lišky mohou trpět svrabem, vzteklinou a tasemnicí liščí. Svrab a vzteklinu mohou přenést i na hospodářská zvířata a domácí mazlíčky. Vzhledem k nebezpečnosti vztekliny se pro její potlačení ve většině civilizovaných zemí praktikuje program očkování skrze imunizační návnadu.

## Liška a lidé

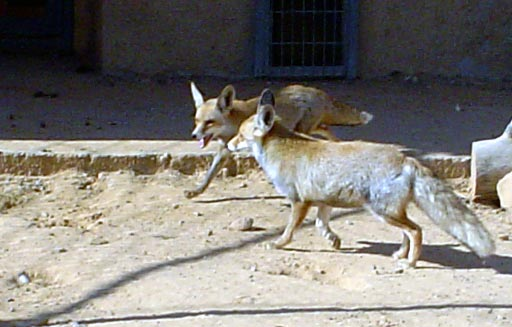
Lišky v zajetí

Liška získala pověst chytrého, někdy i vychytralého zvířete a takto také vystupuje v mnoha literárních dílech, zajímavé je, že se tak děje v mnoha kulturách. V eskymácké mytologii vystupuje liška (není však jisté zda obecná nebo spíše polární) v mýtu o stvoření světa, kde chce ponechat vládu tmy, v tom jí zabrání buď zajíc nebo krkavec. Pravděpodobně nejstarším literárním dílem, kde vystupuje liška, je sumerský mýtus Enki a Ninchursanga. Již v tomto mýtu je liška považována za chytrou, proto je požádána bohem Enlilem, aby našla a přivedla uraženou bohyni Ninchursangu, což liška provede. V Řecku se v literatuře liška objevuje např. v Ezopových bajkách hned několikrát, ačkoliv zde není vždy ten, kdo někoho přechytračí, ale někdy je i ona přechytračena. Liščí moudrost naznačuje i latinské přísloví „Vulpes non iterum capitur laqueo“, které se překládá jako „Liška se nedá chytit dvakrát“. Antického původu jsou i rčení jako „Každá liška chválí vlastní chvost“ nebo „Liška neprchá tam, kam mrskne ocasem“. Biblický původ zase má rčení o „Liškách na vinici“, spíš než lišky obecné se však týká lišky kany, rozšířené v oblasti Blízkého východu, která se s oblibou živí sladkými plody a může na vinicích způsobit citelné škody.
Ve středověku byla liška poměrně populární zvíře, o čemž svědčí i fakt, že pronikla do heraldiky, na štítu měli lišku např. vladykové z Úloha. Mezi nejpopulárnější díla středověké literatury patří také starofrancouzský satirický Roman de Renard, neboli Román o lišákovi, na jehož motivy napsal později J. W. Goethe známou poemu Ferina lišák (něm. Reineke Fuchs). Popularitu lišky dokazuje i fakt, že se stala jedním z atributů svatého Bonifáce.
V období renesance a baroka dosáhl velké popularity lov lišek, a to norováním, chytáním do různých pastí, ale později i formou parforsního honu, jehož dědictvím se stala i anglická štvanice na lišku. Lišky byly v 16.–18. století zneužívány k surové zábavě zvané vyhazování lišek nebo eufemisticky liščí tanec, při níž byly lišky (nebo i kočky, králíci a jiná zvířata) vyhazovány do vzduchu jakýmisi švihadly, přičemž se obvykle při pádu zabily nebo vážně zranily. Je téměř neuvěřitelné, že se jednalo o oblíbenou součást dobových loveckých plesů, které se účastnily i dámy. Zvláštním milovníkem liščích tanců byl saský kurfiřt a pozdější polský král August Silný.
V novověku liška vystupuje v mnoha pohádkách (např. O chytré kmotře lišce, O ptáku Ohniváku a lišce Ryšce, atp.), zároveň se dostala do znaků a log firem a nakonec i do názvů vojenských operací a přezdívek vojenských velitelů. Přezdívka odkazující na lišku u válečných velitelů je nejčastěji přidělována zkušeným válečníkům, kteří dovedně využívají lsti a kladení různých pastí k poražení silnějšího protivníka. Příkladem může být maršál Rommel, známý jako Pouštní liška.
Ve snáři lze najít hned několik lišek a vysvětlení, co to znamená, častá jsou vysvětlení, která nějak souvisí se sexualitou nebo s úspěchem.
V čínské, japonské, vietnamské a korejské mytologii se objevuje liška jako démonická bytost, která na sebe může brát lidskou podobu, nejčastěji krásné mladé dívky. Tato bytost se čínsky nazývá chu li ťin, japonsky kicune, korejsky kumiho a vietnamsky cửu vĩ hồ. V korejské mytologii vystupují lišky kumiho jako zlé, démonické bytosti, které jsou schopny mužům vysát krev a životní energii nebo se přímo živí lidským masem. Podle čínské a vietnamské tradice sice může liščí čarodějka sát lidem krev nebo životní energii čchi, ale v některých případech může naopak člověku pomoci. Po padesáti letech se podle čínských legend liška promění v ženu, po stu letech v krásnou dívku, po pěti stech letech získá čarodějné schopnosti a po tisíci letech se stane éterickou nebeskou liškou s devíti ocasy. Podle legendy Feng šen jan ji byla devítiocasá nebeská liška pravou podobou poslední královny čínské dynastie Šang jménem Ta ťi, která svou rozmařilostí a krutostí způsobila zánik dynastie Šang. Rovněž kniha Zkazky o šesteru cest osudu od Pchu Sung – linga, žijícího v 17. století, vypráví mnoho tajemných a hororových povídek o liščích čarodějkách.
V japonské mytologii se rozlišují dobré, laskavé lišky zenko, podřízené šintoistickému kami plodnosti Inari a divoké lišky nogitsune nebo jako, které lidem škodí nebo alespoň provádí nepříjemné kousky. Japonská tradice sice také ukazuje lišku jako svůdkyni a čarodějku, ale mnoho japonských příběhů popisuje lišku jako oddanou a láskyplnou partnerku. Z těchto důvodů se s liškou setkáváme i v moderních anime a jiných japonských filmech (např. Kurosawův film Sny). Liščí čarodějky se objevují i v některých románech žánru fantasy nebo v hororech.
Také v Evropě (Švýcarsko, jižní Německo a některé oblasti Francie) byly ve středověku a raném novověku rozšířeny představy o čarodějnicích, které se proměňují na lišky a v této podobě škodí lidem. Roku 1731 byla ve Fribourgu upálena jistá Catherine (Catillon) Repondová, mezi jejíž údajné zločiny patřilo i proměňování se na lišku.

## Myslivost
Liška obecná je podle myslivců přemnoženou zvěří a je dosud povolen její celoroční odstřel, přestože lov březích a kojících lišek je i pro mnohé myslivce eticky nepřijatelný. Argumentující jejím přemnožením uvádí, že únosný stav je jedna liška na 500 ha, v krajině smíšené honitby o rozloze 3 000 ha, kde se střídá les s otevřenými plochami a jedna liška na 750 ha v čistě lesním terénu. Stavy jsou však místy snad až dvacetinásobně vyšší, úlovek lišek je v některých honitbách vyšší než úlovek zajíců. Tím se zvyšuje jak predační tlak na drobnou zvěř, tak i riziko přenosu prašiviny, některých parazitárních onemocnění, případně i vztekliny na domácí zvířata nebo člověka. Faktem ovšem je, že od doby zavedení orální vakcinace byla u lišek vzteklina zaznamenána naposledy v roce 2002, a i řadu let předtím se jednalo jen o ojedinělé případy. Vzteklina je v Česku pokládána za vymýcenou.
Myslivci mohou využit více způsobů lovu, a to:
- norování – za pomoci loveckého psa (tzv. norníka) je liška vytlačena z nory, liščata pes vynese po odstřelu lišky nebo jsou vykopána.
- hon – při honu na drobnou zvěř je možno lišku odstřelit spíše náhodně. Zastřelené lišky se při výřadu tradičně kladou do první řady, před ostatní drobnou zvěř.
- čekaná – pomocí stop lze najít místo kde se zdržuje nebo její noru, a na těchto místech se pak čeká, až se liška objeví, popř. se pokládají návnady – tzv. újedě, tedy kusy masa sloužící jako návnada. To je však problematické z hlediska veterinárního zákona
- šoulačka – pomocí stop, zvláště na čerstvém sněhu, tzv. na obnově, nebo loveckého psa, který může lišku vystopovat, pak může dojít k odstřelu
- vábení – pomocí vábniček (např. zaječího vřeštidla nebo myškovačky) lze přivábit lišku z velké vzdálenosti. Liška se na rozdíl od jiné zvěře nevábí napodobením hlasu jiné lišky, ale napodobením hlasu kořisti – vřeštění poraněného zajíce nebo pískání myší.
- lapání – česká legislativa dovoluje užívat jen pasti, které chytí živočicha neporušeného nebo jej okamžitě a bezbolestně usmrtí. Proto není přípustné užívat např. dříve populární železa. K lapání lišek tak připadají v úvahu pouze sklopce. Nepřípustné je rovněž trávení lišek, ať už orálně podávanými jedy (strychnin, arzenik, síran thallný) nebo dokonce vysoce nehumánním plynováním nor.